# Thixotropie

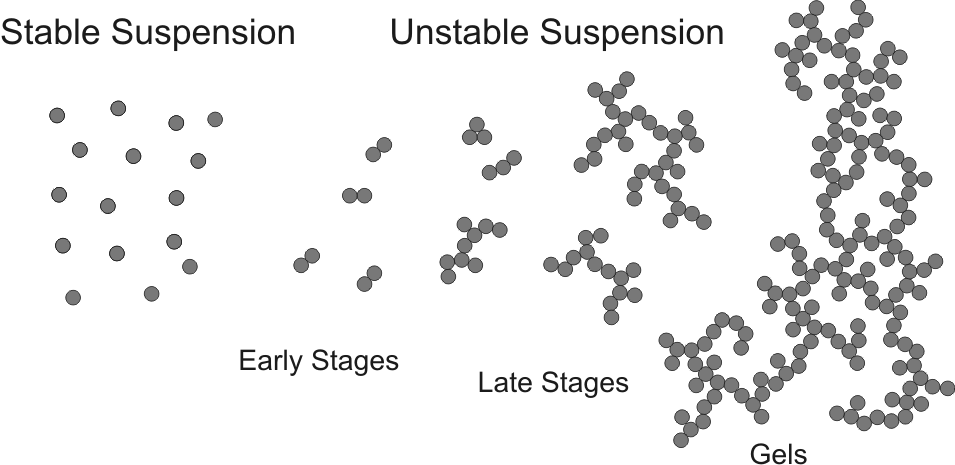
Le lait est considéré comme une suspension colloïdale de micelles de caséines et de dans un sérum. Le yaourt est un gel particulaire résultant de la coagulation des protéines du lait (agrégation de ces micelles). Le yaourt brassé est un matériau rhéofluidifiant et thixotropique : ce gel solide repasse à l'état d'une suspension fluide sous l'effet des forces de cisaillement qui détruisent les liaisons hydrophobes micellaires.

La thixotropie est une propriété physique caractéristique des matériaux dont les propriétés d'écoulement varient avec le temps. Elle est présente dans certains gels, fluides ou mélanges fluides renfermant des inclusions solides (béton, sable mélangé à l'eau…).
En anatomie (utilisée dans les articulations), la thixotropie se traduit par une viscosité du liquide synovial qui diminue lorsque le gradient de vitesse de déplacement de l'articulation augmente. Les molécules d'acide hyaluronique présentent alors le phénomène de gélification quand la pression augmente. Les molécules passent ainsi de l'état de sol à celui de gel[réf. souhaitée].

## Description

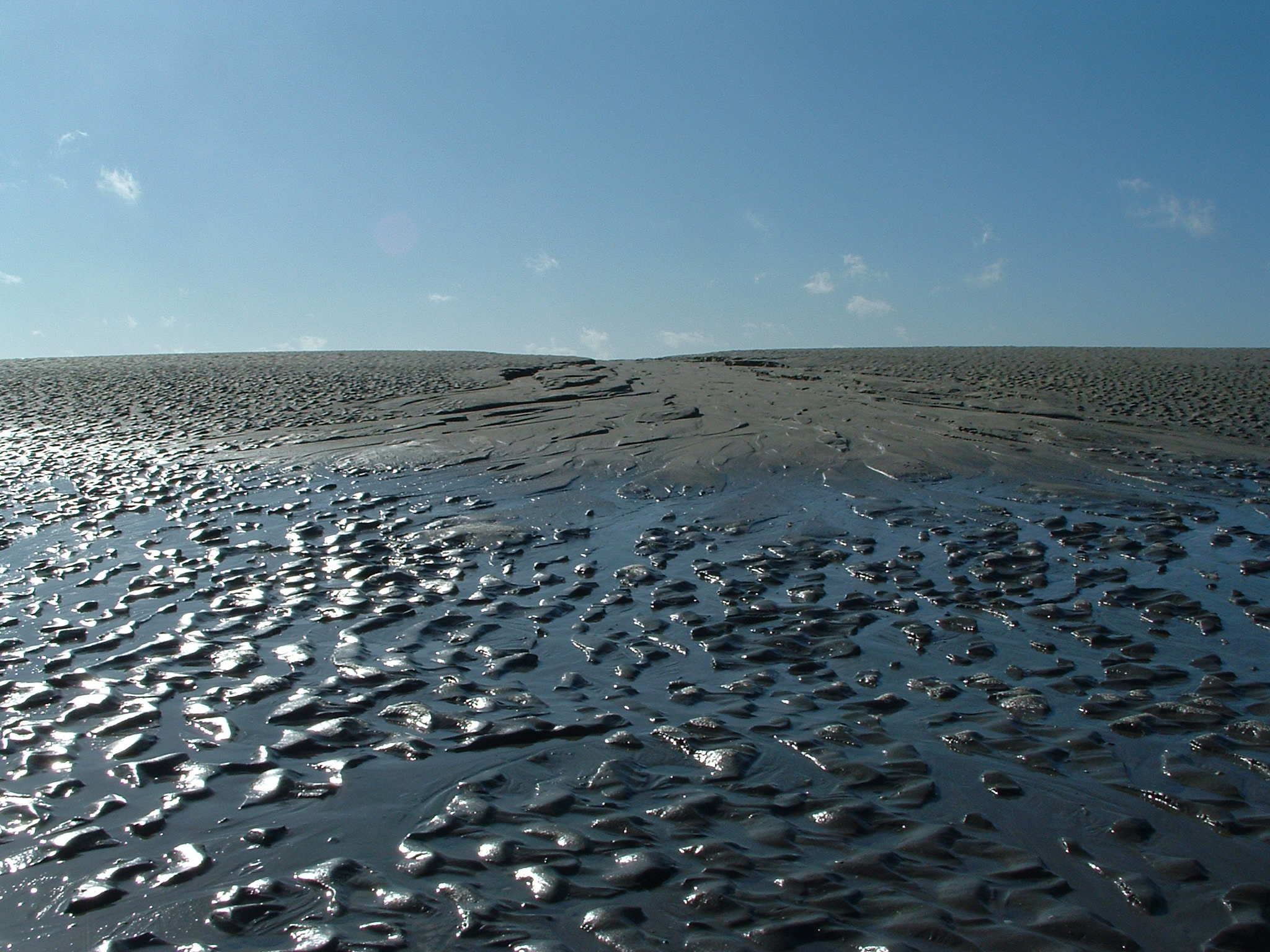
La thixotropie explique et permet de prédire certains comportements (changements de phases) de quelques matériaux naturels (boues, vases, sédiments, sables mouvants)

Un fluide ou matériau est dit thixotrope si sous contrainte (ou gradient de vitesse) constante sa viscosité apparente diminue au cours du temps.
Ce phénomène s'explique par une évolution de la structure du fluide lorsque celui-ci est cisaillé (on parle souvent de déstructuration). Le terme de thixotropie est employé pour des phénomènes réversibles.
La propriété physique de la thixotropie est donc :
- laissé au repos prolongé, le fluide thixotrope va se restructurer. Sa viscosité augmente et peut tendre vers l'infini (nature solide) ;
- sous contrainte suffisamment élevée pour casser la structure formée au repos, la matière peut s'écouler et se déstructurer. Sa viscosité baisse avec la progression de la déstructuration.

Les phénomènes de thixotropie sont donc d'origine structurelle.
La thixotropie (qui dépend de la durée de la contrainte) est distincte de la rhéofluidification (qui montre une diminution de la viscosité avec une augmentation de la contrainte appliquée au fluide).
Le phénomène inverse s'appelle l'antithixotropie.

## Exemples et applications
Quelques exemples de matières ou fluides thixotropes, dont la plupart sont des suspensions colloïdales :
- en milieu naturel :
  - les sables mouvants[1] ;
  - les tourbes ;
  - les suspensions naturelles d'argile (bentonite) ;
- en contexte biologique :
  - dans les articulations, les variations de viscosité du liquide synovial en fonction de la vitesse de mobilisation de l'articulation déterminent la thixotropie. Ainsi, l'acide hyaluronique qui est synthétisé dans les articulations par la synoviale (cellule de type B) présente les propriétés remarquables de thixotropie et de gélification. Cela permet à l'articulation d'être lubrifiée ;
  - l'hyaloplasme des cellules, qui passe de l'état de gel à l'état solide ;
  - le mucus de l'escargot[2] ;
  - le sperme ;
- en contexte domestique :
  - le yaourt[3] ;
  - le miel de bruyère-callune, les miels étant pour la plupart des fluides newtoniens (autre exception, le miel d'eucalyptus, rhéoépaississant) ;
  - la mousse à raser et certaines pâtes dentifrices ;
  - le ketchup ;
- en contexte artisanal et industriel :
  - les bétons autoplaçants (contenant un ou plusieurs adjuvants dits « thixotropes ») ;
  - certaines boues de forage pétrolier ;
  - certaines solutions de polymère ;
  - la colle de peau utilisée comme liant par les peintres ;
  - certaines encres d'impression ;
  - la résine alkyde utilisée pour fabriquer les médiums à peindre ;
  - certains gels.

L'étude de la thixotropie des fluides revêt donc une grande importance dans l'industrie.

## Pédologie
En pédologie, la thixotropie concerne des andisols de zones perhumides, donc des sols développés sur du matériau volcanique qui naturellement ne s'assèchent jamais et ont de ce fait une densité apparente faible pouvant être inférieure à 0,4.

## Spéléologie
Lors de l'exploration de cavités souterraines remplies de sédiments argileux saturés en eau, le caractère thixotrope de certains dépôts d'argile peut considérablement entraver la progression d'une équipe. L'argile encore intacte offrira d'abord une résistance faible mais suffisante au premier à fouler le sol encore porteur tandis que les vibrations induites par le piétinement des suivants lui feront rapidement perdre sa cohésion et provoqueront l'embourbement du reste de l'équipe. Certains biefs boueux du gouffre de Padirac (France) ou des grottes de Han (Belgique) présentent ce type de phénomène.

## Peinture
Les liants et médiums gel thixotropes offrent aux peintres des matières picturales dont ils peuvent régler la viscosité, conciliant ainsi deux qualités indispensables : la tenue de la pâte au repos et sa fluidité, intéressants notamment lors du travail à la touche et par empâtement.